# Liste des cavités naturelles les plus profondes de la Savoie
La liste des cavités naturelles les plus profondes de la Savoie recense, sous forme de tableau(x), les cavités souterraines naturelles connues dans ce département français, dont le dénivelé est supérieur ou égal à cent mètres.
La communauté spéléologique considère qu'une cavité souterraine naturelle n'existe vraiment qu'à partir du moment où elle est « inventée » c'est-à-dire découverte (ou redécouverte), inventoriée, topographiée et publiée. Bien sûr, la réalité physique d'une cavité naturelle est la plupart du temps bien antérieure à sa découverte par l'homme ; cependant tant qu'elle n'est pas explorée, mesurée et révélée, la cavité naturelle n'appartient pas au domaine de la connaissance partagée.
La liste spéléométrique des 57 plus profondes cavités naturelles de la Savoie (≥ cent mètres) est actualisée à fin octobre 2021.
La plus profonde cavité souterraine naturelle répertoriée dans le département de la Savoie est « le Réseau Banges - Prépoulain », sur la commune de Arith (cf. ligne 1 du tableau ci-dessous).
| \| Histogramme de la répartition des plus profondes cavités naturelles de la Savoie par classe de dénivelé -- Les 56 cavités citées fin 2019 sont réparties en 4 classes de dénivelé -- \| \| \| \| \| \| \| \| \| \| \| \| \| \| \| classe I >= 500 m 8 cavité[s] \| classe II >= 200 m et < 500 m 24 cavités \| classe III >= 150 m et < 200 m 10 cavités \| classe IV >= 100 m et < 150 m 15 cavités \| \| |                               |                                          |                                           |                                          |  |
| Le graphique qui aurait dû être présenté ici ne peut pas être affiché car il utilise l'ancienne extension Graph, désactivée pour des questions de sécurité. Des indications pour créer un nouveau graphique avec la nouvelle extension Chart sont disponibles ici . |                               |                                          |                                           |                                          |  |
| Histogramme de la répartition des plus profondes cavités naturelles de la Savoie par classe de dénivelé -- Les 56 cavités citées fin 2019 sont réparties en 4 classes de dénivelé -- |                               |                                          |                                           |                                          |  |
| |                               |                                          |                                           |                                          |  |
| | classe I >= 500 m 8 cavité[s] | classe II >= 200 m et < 500 m 24 cavités | classe III >= 150 m et < 200 m 10 cavités | classe IV >= 100 m et < 150 m 15 cavités |  |

## Cavités de la Savoie (France) de dénivellation supérieure ou égale à500m
8 cavités sont recensées dans cette « classe I » au 31-12-2019.
| Réf. | Cavités (autres noms)                   | Communes                                                     | Massifs ou zones géographiques | Coordonnées (WGS 84)        | Dénivelée (en mètres) | Développement (en mètres) | Sources ou références                       | Mises à jour |
| ---- | --------------------------------------- | ------------------------------------------------------------ | ------------------------------ | --------------------------- | --------------------- | ------------------------- | ------------------------------------------- | ------------ |
| 1    | Réseau Banges - Prépoulain              | Arith                                                        | Bauges, montagne de Bange      | 45° 43′ 27″ N, 6° 05′ 37″ E | +000865, m            | +53 955, m                | Spelunca n°111 & Spéléo magazine n° 96-2016 | 2011-04      |
| 2    | Réseau Tanne aux Cochons - tanne Froide | Aillon-le-Jeune                                              | Bauges, mont Margériaz         | 45° 38′ 06″ N, 6° 03′ 26″ E | +000825, m            | +17 694, m                | Spelunca n°111                              | 2017-01      |
| 3    | Réseau Chavanu - Verrat                 | Aillon-le-Vieux, Aillon-le-Jeune                             | Bauges, mont Margériaz         | 45° 38′ 29″ N, 6° 03′ 18″ E | +000662, m            | +10 413, m                | Spelunca n°135                              | 2018-01      |
| 4    | Réseau de l'Alpe                        | Sainte-Marie-du-Mont, Chapareillan, Saint-Pierre-d'Entremont | Chartreuse                     | 45° 25′ 07″ N, 5° 54′ 49″ E | +000655, m            | +72 300, m                | Robert Durand                               | 2012-03      |
| 5    | Système du Granier                      | Chapareillan, Entremont-le-Vieux                             | Chartreuse                     | 45° 27′ 34″ N, 5° 55′ 39″ E | +000635, m            | +55 725, m                | Robert Durand & Grottocenter                | 2012-03      |
| 6    | Réseau de la Combe des Biolles          | Aillon-le-Vieux                                              | Bauges, mont Margériaz         | 45° 37′ 44″ N, 6° 02′ 29″ E | +000591, m            | +26 002, m                | Spelunca n°111                              | 2008-01      |
| 7    | Tanne à la Foire                        | Aillon-le-Vieux                                              | Bauges, mont Margériaz         | 45° 39′ 23″ N, 6° 03′ 46″ E | +000526, m            | +2 370, m                 | Spéléo magazine n°109                       | 2020-03      |
| 8    | Système Pinet - Brouillard              | Saint-Pierre-d'Entremont, Sainte-Marie-du-Mont               | Chartreuse                     | 45° 26′ 03″ N, 5° 54′ 46″ E | +000507, m            | +11 175, m                | Chartreuse souterraine & Grottocenter       | 2010-01      |

## Cavités de la Savoie (France) dont la dénivellation est comprise entre200 mètreset499 mètres
24 cavités sont recensées dans cette « classe II » au 31-10-2021.
| Réf. | Cavités (autres noms)          | Communes                                | Massifs ou zones géographiques   | Coordonnées (WGS 84)        | Dénivelée (en mètres) | Développement (en mètres) | Sources ou références                                                | Mises à jour |
| ---- | ------------------------------ | --------------------------------------- | -------------------------------- | --------------------------- | --------------------- | ------------------------- | -------------------------------------------------------------------- | ------------ |
| 9    | Tanne des Enfers               | Aillon-le-Jeune                         | Bauges, mont Margériaz           | 45° 37′ 48″ N, 6° 04′ 02″ E | +000450, m            | +2 402, m                 | Spelunca n°81                                                        | 2010-01      |
| 10   | Gouffre Parada                 | Aillon-le-Vieux                         | Bauges, mont Colombier           | 45° 39′ 03″ N, 6° 06′ 57″ E | +000436, m            | +2 459, m                 | Scialet n°38 & Scialet n°39 & 44                                     | 2010-01      |
| 11   | Creux du Loret                 | Arith                                   | Bauges, montagne de Bange        | 45° 44′ 08″ N, 6° 02′ 45″ E | +000434, m            | +2 410, m                 | Spéléométrie de la France                                            | 2010-01      |
| 12   | Réseau de Malissard            | Saint-Pierre-d'Entremont, Saint-Bernard | Chartreuse                       | 45° 23′ 26″ N, 5° 53′ 31″ E | +000415, m            | +18 160, m                | Dominique Artru Scialet n°38                                         | 2010-01      |
| 13   | Tanne des Grands Rafous        | Aillon-le-Jeune                         | Bauges, mont Margériaz           | 45° 37′ 30″ N, 6° 03′ 19″ E | +000390, m            | +2 275, m                 | Spéléométrie de la France                                            | 2010-01      |
| 14   | Gouffre du Grand Marchet       | Pralognan-la-Vanoise                    | Vanoise                          | 45° 22′ 12″ N, 6° 44′ 06″ E | +000363, m            | +1 050, m                 | Scialet n°7                                                          | 2010-01      |
| 15   | Gouffre V 92                   | Saint-Pierre-d'Entremont                | Chartreuse, cirque de Saint-Même | 45° 23′ 37″ N, 5° 54′ 03″ E | +000340, m            | NC m                      | Scialet n°42                                                         | 2014-01      |
| 16   | Réseau Garde - Cavale          | Les Déserts                             | Bauges, mont Revard              | 45° 39′ 09″ N, 5° 59′ 02″ E | +000340, m            | +49 871, m                | Spelunca n°94, Spéléo magazine n° 78, 2012 & Echo des Vulcains n°81. | 2023-03      |
| 17   | Grotte du Mort Ru              | Saint-Pierre-d'Entremont                | Chartreuse, cirque de Saint-Même | 45° 23′ 54″ N, 5° 53′ 51″ E | +000331, m            | +8 000, m                 | Scialet n°19                                                         | 2010-01      |
| 18   | Tanne Carret                   | Aillon-le-Jeune                         | Bauges, mont Margériaz           | 45° 38′ 31″ N, 6° 03′ 42″ E | +000324, m            | +1 472, m                 | Scialet n°38                                                         | 2010-01      |
| 19   | Gouffre V 40 - Le Goff         | Saint-Pierre-d'Entremont                | Chartreuse, cirque de Saint-Même | 45° 23′ 29″ N, 5° 53′ 49″ E | +000322, m            | +0750, m                  | Scialet n°28                                                         | 2014-01      |
| 20   | Grotte de la Tétix             | Saint-Julien-Mont-Denis                 | Croix des Têtes                  | 45° 15′ 53″ N, 6° 26′ 24″ E | +000312, m            | +1 599, m                 | Grottes de Savoie t. 16                                              | 2010-01      |
| 21   | Creux 222                      | Saint-François de Sales                 | Bauges, mont Revard              | 45° 40′ 59″ N, 6° 02′ 13″ E | +000310, m            | +4 429, m                 | Spelunca no 149 & cds73.org                                          | 2018-10      |
| 22   | Réseau Pleurachat - Doria      | Saint-Jean-d'Arvey, Les Déserts         | Bauges, mont Revard              | 45° 36′ 35″ N, 5° 58′ 53″ E | +000287, m            | +20 924, m                | Denis Bourgeois Spelunca 117-2010 & Spéléo magazine                  | 2012-02      |
| 23   | Golet du Lépreux               | Le Bourget-du-Lac                       | Mont du Chat                     | 45° 38′ 58″ N, 5° 49′ 14″ E | +000274, m            | +0478, m                  | Spéléométrie de la France                                            | 2012-02      |
| 24   | Gouffre de la Piste de l'Aigle | Trévignin                               | Bauges, mont Revard              | 45° 41′ 22″ N, 5° 58′ 58″ E | +000266, m            | +0804, m                  | Spéléométrie de la France                                            | 2012-02      |
| 25   | Trou de l'Aiglon               | Trévignin                               | Bauges, mont Revard              | 45° 40′ 16″ N, 5° 58′ 55″ E | +000250, m            | NC m                      | Spéléo magazine à venir                                              | 2021-10      |
| 26   | Gouffre de la Petite Balme     | Tignes                                  | Vanoise                          | 45° 26′ 00″ N, 6° 54′ 34″ E | +000230, m            | +1 500, m                 | Spéléométrie de la France                                            | 2010-01      |
| 27   | Trou souffleur n°5             | Les Déserts                             | Bauges, mont Revard              | 45° 39′ 18″ N, 5° 59′ 43″ E | +000220, m            | +3 764, m                 | Spéléo magazine n°112                                                | 2020-12      |
| 28   | Gouffre du Borgne              | Jarsy                                   |                                  | 45° 40′ 02″ N, 6° 14′ 03″ E | +000217, m            | +0400, m                  | Au cœur de la terre                                                  | 2017-02      |
| 29   | Trou à Momo                    | Saint-Pierre-d'Entremont                | Chartreuse, cirque de Saint-Même | 45° 23′ 46″ N, 5° 54′ 10″ E | +000216, m            | +0900, m                  | Spéléométrie de la France                                            | 2010-01      |
| 30   | Creux du Grand Tétras          | Arith                                   | Bauges, montagne de Bange        | 45° 43′ 29″ N, 6° 04′ 13″ E | +000216, m            | +2 808, m                 | Spéléométrie de la France                                            | 2017-02      |
| 31   | Voragine du Giaset             | Lanslebourg-Mont-Cenis                  | Maurienne                        | 45° 12′ 19″ N, 6° 55′ 12″ E | +000215, m            | +0620, m                  | Spéléométrie de la France                                            | 2017-02      |
| 32   | Grotte de la Grande ourse      | Entremont-le-Vieux                      | Chartreuse, mont Granier         | 45° 27′ 21″ N, 5° 55′ 19″ E | +000209, m            | +1 283, m                 | Robert Durand                                                        | 2012-03      |

## Cavités de la Savoie (France) dont la dénivellation est comprise entre150 mètreset199 mètres
10 cavités sont recensées dans cette « classe III » au 31-12-2019.
| Réf. | Cavités (autres noms)         | Communes                   | Massifs ou zones géographiques | Coordonnées (WGS 84)        | Dénivelée (en mètres) | Développement (en mètres) | Sources ou références          | Mises à jour |
| ---- | ----------------------------- | -------------------------- | ------------------------------ | --------------------------- | --------------------- | ------------------------- | ------------------------------ | ------------ |
| 32   | Grotte de la Folatiére        | Saint-Thibaud-de-Couz      | Chaîne de l'Épine              | 45° 28′ 35″ N, 5° 49′ 07″ E | +000197, m            | +4 243, m                 | Spéléométrie de la France      | 2017-12      |
| 33   | Gouffre KB                    | Saint-Martin-de-la-Porte   | Croix des Têtes                | 45° 15′ 53″ N, 6° 26′ 37″ E | +000196, m            | +0425, m                  | Grottes de Savoie t. 16        | 2010-01      |
| 34   | Gouffre Christine             | Entremont-le-Vieux         | Chartreuse, La Cochette        | 45° 27′ 38″ N, 5° 50′ 34″ E | +000195, m            | +1 016, m                 | Chartreuse souterraine         | 2012-03      |
| 35   | Réseau Lot du Bois - Pissieux | Lescheraines, Le Châtelard | Bauges, mont Margériaz         | 45° 40′ 38″ N, 6° 06′ 14″ E | +000185, m            | +12 916, m                | Spelunca n°111 & karstexplo.fr | 2010-01      |
| 36   | Balme à Collomb               | Entremont-le-Vieux         | Chartreuse, mont Granier       | 45° 26′ 59″ N, 5° 55′ 04″ E | +000180, m            | +8 143, m                 | Spéléométrie de la France      | 2010-01      |
| 37   | Fracture du Mont Sapey        | Jarrier                    | Maurienne                      | 45° 17′ 27″ N, 6° 20′ 13″ E | +000180, m            | +0300, m                  | Spéléométrie de la France      | 2010-01      |
| 38   | Perte de l'Antre nant         | La Thuile                  | Bauges, pic de la Sauge        | 45° 32′ 49″ N, 6° 03′ 01″ E | +000177, m            | +0950, m                  | Spéléométrie de la France      | 2010-01      |
| 39   | Gouffre du Malitou            | Le Montcel                 | Bauges, mont Revard            | 45° 41′ 40″ N, 6° 00′ 50″ E | +000167, m            | +4 057, m                 | Denis Bourgeois Spelunca n°117 | 2010-01      |
| 40   | Tanne Georges Cher            | Aillon-le-Jeune            | Bauges, mont Margériaz         | 45° 37′ 19″ N, 6° 03′ 40″ E | +000162, m            | +0687, m                  | Spéléométrie de la France      | 2010-01      |
| 41   | Trou du Lion                  | Entremont-le-Vieux         | Chartreuse, mont Granier       | 45° 26′ 45″ N, 5° 55′ 13″ E | +000155, m            | +1 229, m                 | Robert Durand & Grottocenter   | 2012-03      |

## Cavités de la Savoie (France) dont la dénivellation est comprise entre100 mètreset149 mètres
16 cavités sont recensées dans cette « classe IV » au 31-12-2022.
| Réf. | Cavités (autres noms)           | Communes                 | Massifs ou zones géographiques | Coordonnées (WGS 84)        | Dénivelée (en mètres) | Développement (en mètres) | Sources ou références       | Mises à jour |
| ---- | ------------------------------- | ------------------------ | ------------------------------ | --------------------------- | --------------------- | ------------------------- | --------------------------- | ------------ |
| 42   | Grotte du Tunnel de l'Épine     | La Motte-Servolex        | Chaîne de l'Épine              | 45° 34′ 40″ N, 5° 50′ 13″ E | +000141, m            | +0310, m                  | Spéléométrie de la France   | 2010-01      |
| 43   | Grotte de la Conche             | Nances                   | Chaîne de l'Épine              | 45° 35′ 08″ N, 5° 48′ 14″ E | +000140, m            | +1 530, m                 | Au cœur de la terre         | 2010-01      |
| 44   | Tanne à Trémies                 | Aillon-le-Jeune          | Bauges, mont Margériaz         | 45° 38′ 29″ N, 6° 03′ 15″ E | +000139, m            | +0262, m                  | Spéléométrie de la France   | 2010-01      |
| 45   | Grand gouffre du Peney          | Saint-Jean-d'Arvey       | Bauges, mont Revard            | 45° 35′ 54″ N, 6° 00′ 19″ E | +000139, m            | +0305, m                  | Spéléométrie de la France   | 2012-02      |
| 46   | Trou Nivu-niconnu               | Entremont-le-Vieux       | Chartreuse, Roche Veyrand      | 45° 26′ 49″ N, 5° 51′ 02″ E | +000137, m            | +0181, m                  | Spéléométrie de la France   | 2012-03      |
| 47   | Tanne de la Vengeance           | Aillon-le-Jeune          | Bauges, mont Margériaz         | 45° 38′ 23″ N, 6° 02′ 51″ E | +000131, m            | +0400, m                  | Spéléo dossiers n°28        | 2010-01      |
| 48   | Tanne Géantre                   | Aillon-le-Vieux          | Bauges, mont Margériaz         | 45° 38′ 40″ N, 6° 03′ 09″ E | +000130, m            | +1 643, m                 | Spéléométrie de la France   | 2010-01      |
| 49   | Grotte Elliptix                 | Saint-Martin-de-la-Porte | Croix des Têtes                | 45° 16′ 00″ N, 6° 26′ 43″ E | +000129, m            | +0438, m                  | Grottes de Savoie t. 16     | 2010-01      |
| 50   | Gouffre du Couloir de la Bade   | Aillon-le-Vieux          | Bauges, mont Colombier         | 45° 38′ 06″ N, 6° 06′ 37″ E | +000126, m            | +0539, m                  | Scialet n°43 & Scialet n°46 | 2018-01      |
| 51   | Gouffre du Chamboule tout n°605 | Bellecombe-en-Bauges     | Bauges, Semnoz                 | 45° 44′ 08″ N, 6° 06′ 21″ E | +000125, m            | +0355, m                  | Spéléo magazine n°110       | 2020-06      |
| 52   | Tanne du Pic Glace              | Aillon-le-Jeune          | Bauges, mont Margériaz         | 45° 38′ 09″ N, 6° 02′ 12″ E | +000121, m            | +0988, m                  | Spéléométrie de la France   | 2010-01      |
| 53   | Gouffre du Mollard              | Entremont-le-Vieux       | Chartreuse, mont Outheran      | 45° 28′ 59″ N, 5° 51′ 30″ E | +000117, m            | +0190, m                  | Spéléométrie de la France   | 2012-03      |
| 54   | G1 Marbrimba                    | Pralognan-la-Vanoise     | Massif de la Vanoise           | 45° 22′ 38″ N, 6° 47′ 08″ E | +000117, m            | +0131, m                  | Vanoise 2022                | 2022-10      |
| 55   | Grotte du Sierrioz              | Saint-Offenge            | Bauges, mont Revard            | 45° 41′ 44″ N, 6° 00′ 56″ E | +000115, m            | +0516, m                  | Au cœur de la terre.org     | 2012-02      |
| 56   | L'Agurero                       | Entremont-le-Vieux       | Chartreuse, La Cochette        | 45° 27′ 35″ N, 5° 51′ 15″ E | +000114, m            | +0433, m                  | Grottes de Savoie           | 2012-03      |
| 57   | Gouffre du Mont Outheran        | Entremont-le-Vieux       | Chartreuse, mont Outheran      | 45° 28′ 30″ N, 5° 51′ 21″ E | +000112, m            | +0120, m                  | Grottes de Savoie           | 2012-03      |